# Noginsk
Noginsk (tiếng Nga: Ногинск) là một thành phố Nga. Thành phố này thuộc chủ thể Moskva Oblast. Dân số: 100.072 (Điều tra dân số 2010); 117.555 (Điều tra dân số 2002); 123.020 (Điều tra dân số năm 1989).